# エトヴィン・レーラー
エトヴィン・レーラー（Edwin Löhrer, 1906年1月27日 - 1991年8月10日）は、スイスの指揮者。

## 経歴
1906年アントヴィル生まれ。1925年にザンクト・ガレンのロールシャッハ教員養成大学を卒業し、1928年からミュンヘン音楽院で作曲と指揮法を学んだ。1929年からはリヒテンシュタイクの音楽教師として赴任する傍らでチューリヒ音楽院でオルガンと音楽学を修め、1935年にはルートヴィヒ・ゼンフルのミサ曲の研究で博士号を取得している。
1936年にルガーノのスイス・イタリア語放送に合唱団を創設し、1971年まで、その合唱団の首席指揮者を務めた。1991年にオルセリナにて没。